# 横蔵寺 (岐阜県揖斐川町)

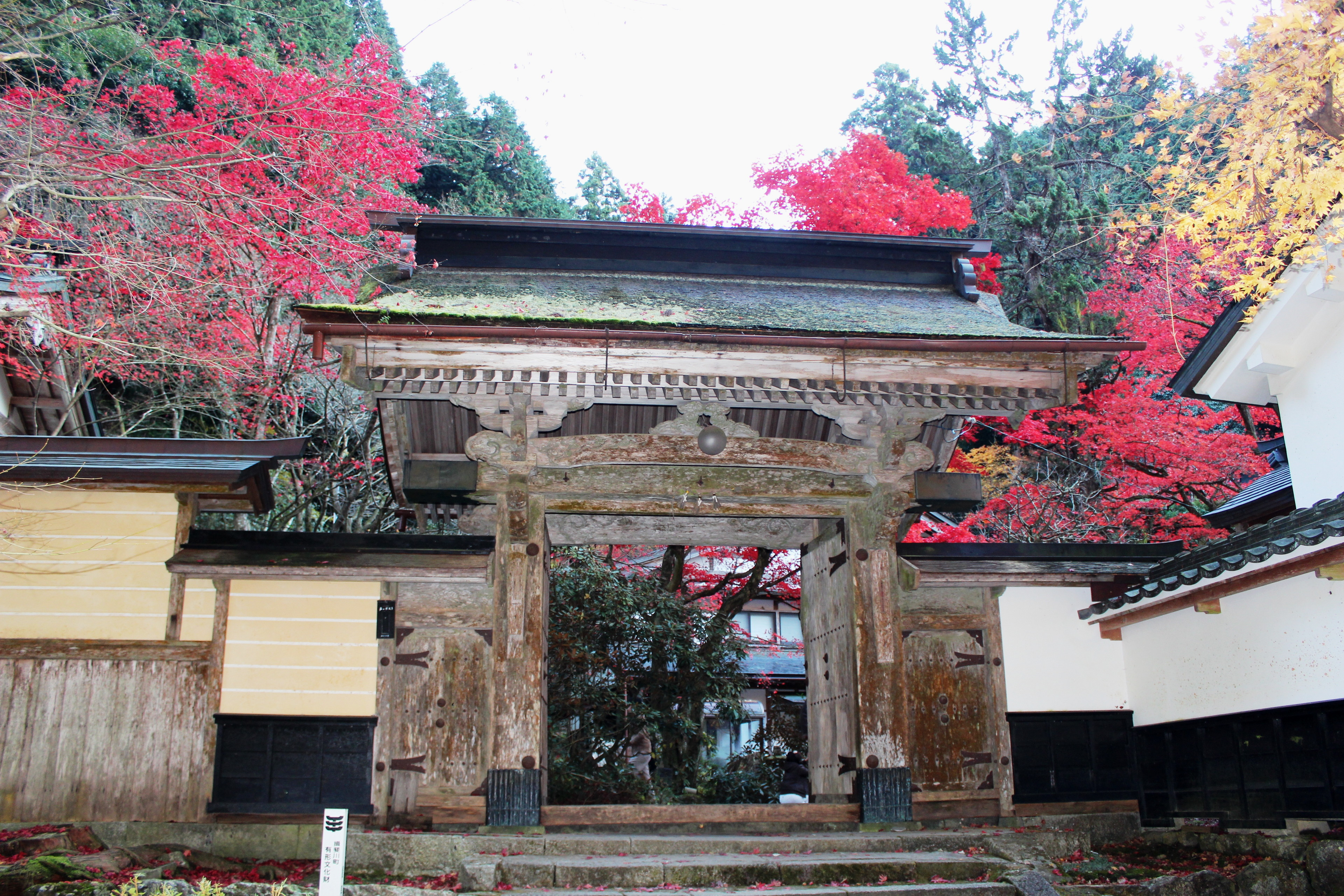
寺門と紅葉

横蔵寺（よこくらじ）は岐阜県揖斐郡揖斐川町谷汲神原にある天台宗寺院。山号は両界山、本尊は薬師如来。西美濃三十三霊場第一番札所。重要文化財を含む多数の文化財を有し、「美濃の正倉院」とも呼ばれる。紅葉の名所でもあり秋の行楽シーズンには特に多くの参拝客が訪れる。このシーズンに「横蔵寺もみじまつり」が開催されライトアップが行われている。

## 歴史
西国三十三所観音霊場の最後（33番）の札所である谷汲山華厳寺の西方、さらに奥まった山間の小さな盆地に位置する。平安時代 - 鎌倉時代の仏像等、多くの文化財を有する古寺であるが、草創や沿革については史料が乏しく、平安時代末期ころまでの寺史はほとんど不明といってよい。寺伝によれば、横蔵寺は日本天台宗の宗祖・最澄が自作の薬師如来を安置して創建した寺とされている。伝承によれば、最澄は比叡山延暦寺を開創する際に、本尊薬師如来像を自ら刻んだが、その薬師如来像を造ったのと同じ霊木から、もう1体の薬師如来像を造った。最澄は、その2体目の薬師如来像を笈（おい、山伏や山林修行者が背中に背負う箱状のもの）に入れて背負いながら諸国を旅したが、延暦22年（803年）、横蔵寺のある地まで来た時に薬師如来像が動かなくなったので、ここに一寺を建立して薬師如来像を祀ることにし、地元の三和次郎大夫藤原助基が寺を建立したという（創建年は801年あるいは805年とも）。最澄自ら、笈を背負って都から遠く離れた美濃の山奥までやって来たというのは、史実として信じることはできないが、当寺が延暦寺と関係の深い寺院であることを示唆しているといえよう。なお、創建当時の横蔵寺は現在地からさらに1.5キロメートルほど奥に入った円山の頂上付近にあり、現在地に移ったのは近世初期である。
鎌倉時代には38坊を有する大寺院だったというが、鎌倉時代 - 室町時代の寺史も、断片的にしかわかっていない。横蔵寺に言及した中世以前の文献としては、鎌倉時代後期の禅僧・無住の著である仏教説話集『沙石集』に「横倉薬師」の霊験について記しているのが挙げられる程度である。

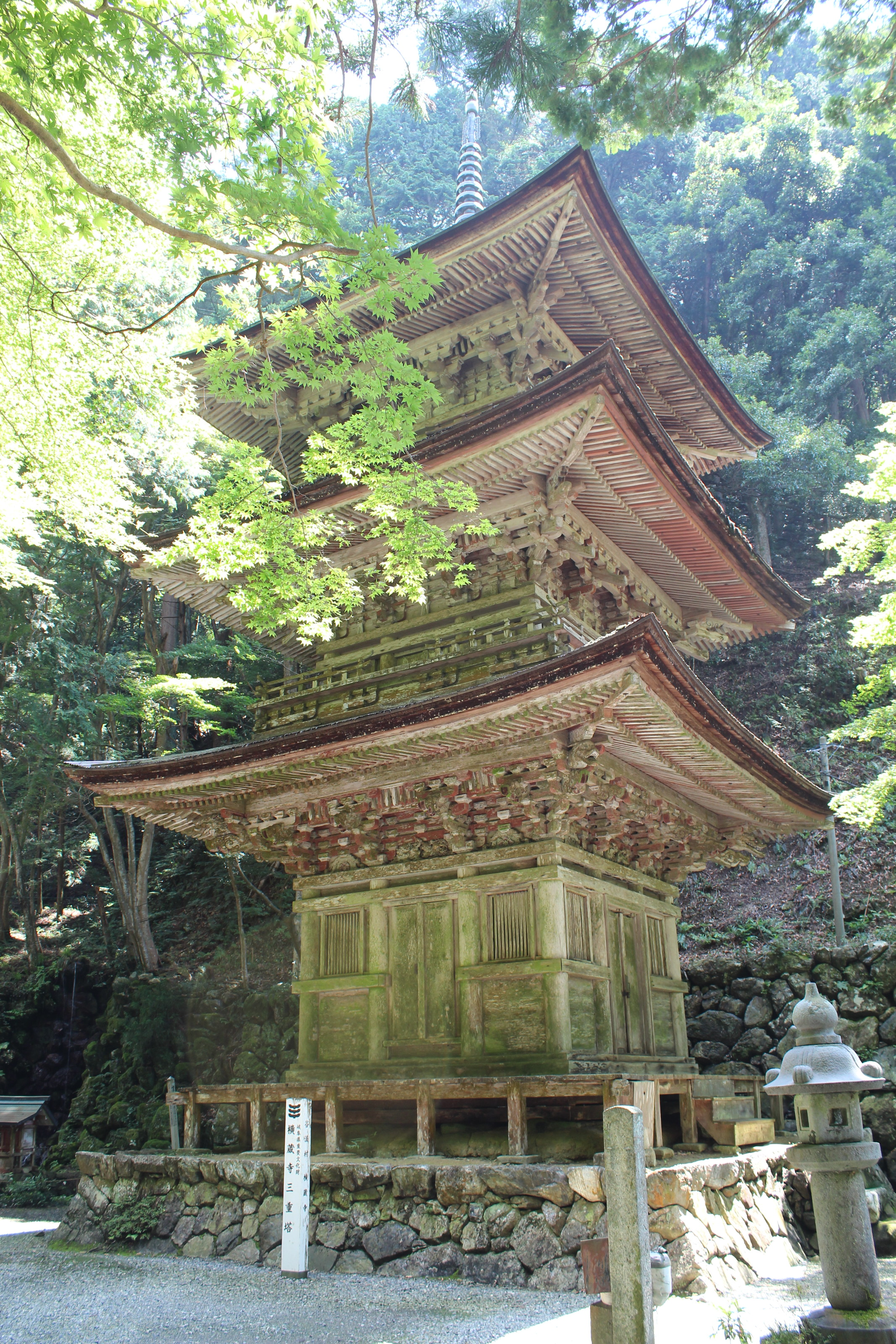
横蔵寺三重塔（岐阜県指定重要文化財）

現存する仏像の中で、大日如来像（重要文化財）には平安時代最末期の寿永2年（1183年）の銘があり、同年、三重塔の本尊として仏師筑前講師により造立されたことが明らかである
。また、金剛力士（仁王）像には、建長8年（1256年）の銘があり、作者は鎌倉時代を代表する仏師の一人である肥後別当定慶であることがわかっている。寺史に関する史料の乏しい中で、これらの仏像の像内銘は貴重なものである。
元亀2年（1571年）、織田信長の兵火で焼失し、現在ある本堂、三重塔、仁王門などの主要伽藍は江戸時代の復興である。織田信長の比叡山焼き討ちによって、延暦寺の伽藍が灰になった後、横蔵寺の本尊薬師如来像は、「延暦寺本尊と同じ霊木から造られた、最澄自作の像」という由緒ある像だということで延暦寺に移された。その代わりに、洛北の御菩薩池（みぞろがいけ、現・京都市北区の深泥池）から移されたのが、横蔵寺の現本尊である薬師如来像であるという。

## 舎利仏（即身仏）
多くの文化財を有する寺として知られるとともに、「ミイラのある寺」として知られている。舎利堂に安置される「舎利仏（即身仏）」すなわちミイラは、妙心法師という人物の遺体である。妙心法師は横蔵寺の地元の村の出身で、俗名を古野小市郎と言った。天明元年（1781年）に生まれ、諸国を巡って仏道修行をし、文化14年（1817年）、断食修行の後、今の山梨県都留市の御正体山で満36歳で入定、即身仏となったという。遺体は何らの加工もなく自然にミイラ化したとされる。また、日本で現存する即身仏では最も若い年齢で入定したものである。当初は入定した地の山梨県都留郡鹿留村の上人堂に安置されていたが、明治の廃仏毀釈で山から降ろされ、見世物として京都の博覧会などに展示されるなどした後、明治7年（1874年）に山梨県庁が引き取り、その後は県病院で医学資料として保管されていた。明治13年（1880年）には行幸した明治天皇の目にもふれている。明治23年（1890年）、妙心法師の親族から即身仏の下付の嘆願があった。山梨県はこれを許可し、即身仏は妙心法師の出身地である横蔵村の横蔵寺に移された（参照・即身仏)。長く本堂に安置されていたが、現在は平成に入って建設された舎利堂に移されている。日本で最南端かつ最西端の即身仏は京都市左京区の古知谷阿弥陀寺の弾誓上人のものとされるが、現在は一切公開されていない。現在拝観可能な即身仏で日本で最南端かつ最西端の即身仏は当寺の妙心法師の即身仏である。

## 伽藍
- 本堂　檜皮葺の入母屋造である。寛文11年（1671年）完成。岐阜県指定重要文化財[5]。
- 三重塔　檜皮葺。寛文3年（1663年）完成。岐阜県指定重要文化財[6]。
- 仁王門　檜皮葺の楼門、三間一戸（正面の柱間が3間で中央の1間が戸口）である。　延宝3年（1675年）完成。岐阜県指定重要文化財[7]。
- 観音堂
- 瑠璃殿 木造深沙大将立像（重要文化財）をはじめとする多くの仏像が祀られている宝物殿。
- 舎利堂 妙心法師（横蔵出身）の舎利仏（即身仏）が祀られている。
  - 舎利仏については、寺側が案内板等で自ら「ミイラ」あるいは「ミイラ仏」とも表現している。

なお、境内の一角に建つ宝篋印塔は熊谷直実の墓と伝わる。

## 文化財
重要文化財
- 木造薬師如来坐像[9](秘仏で六十年に一回開帳される）
- 木造大日如来坐像 寿永2年（1183年）仏師筑前講師作[2][10]
- 木造四天王立像[11]
- 木造十二神将立像[12]
- 木造深沙大将立像[13]
- 木造金剛力士立像 建長8年（1256年）肥後別当定慶作[3][14]
- 板彫法華曼荼羅[15]

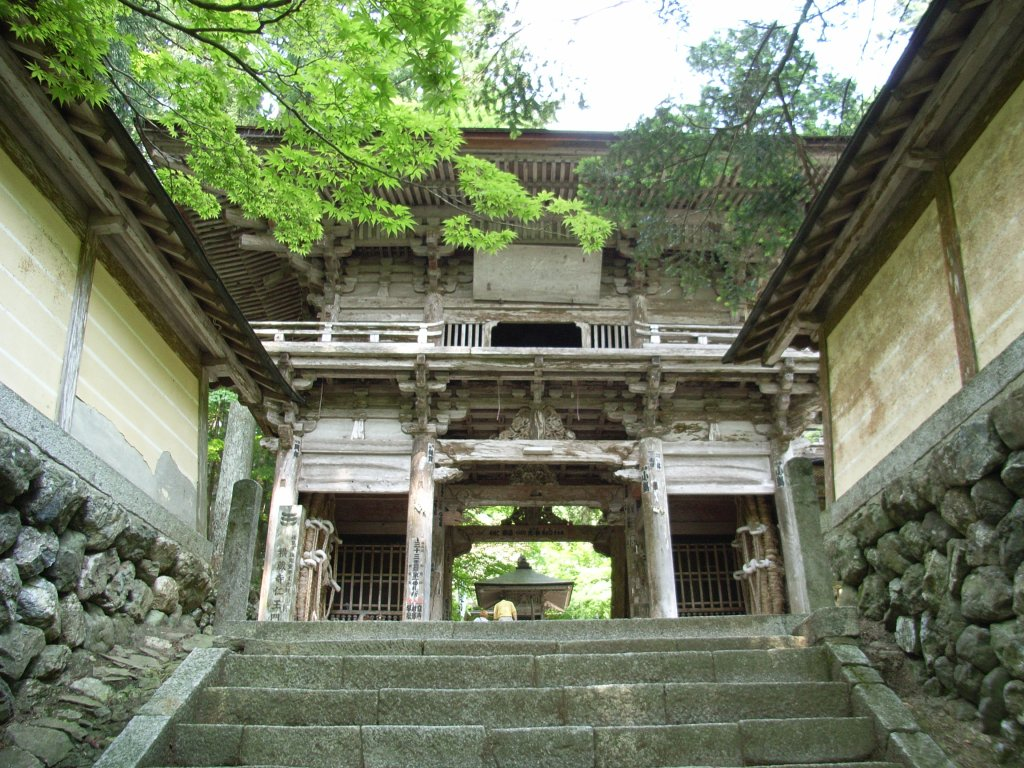
横蔵寺仁王門(2006年6月)
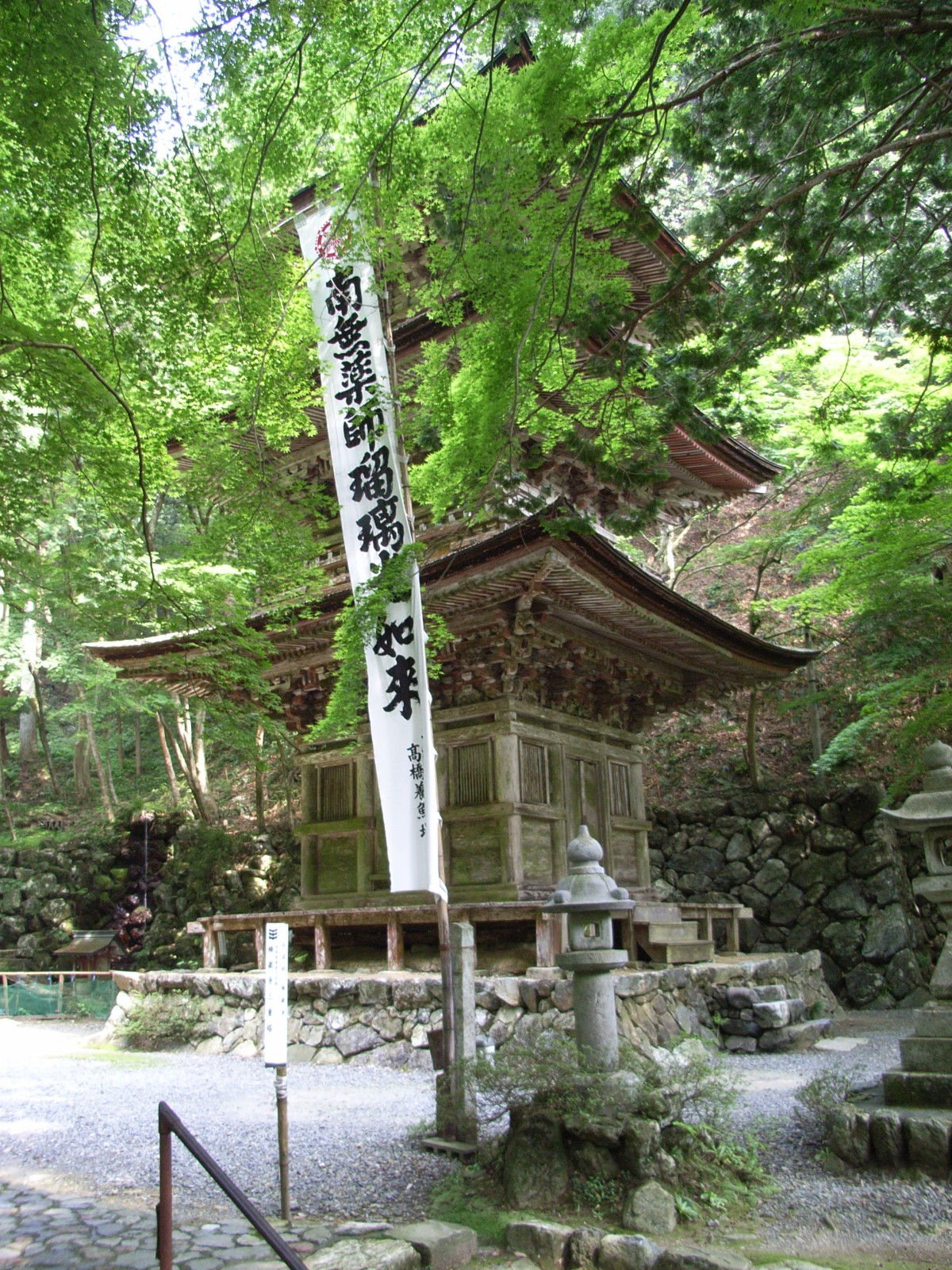
横蔵寺三重塔(2006年6月)
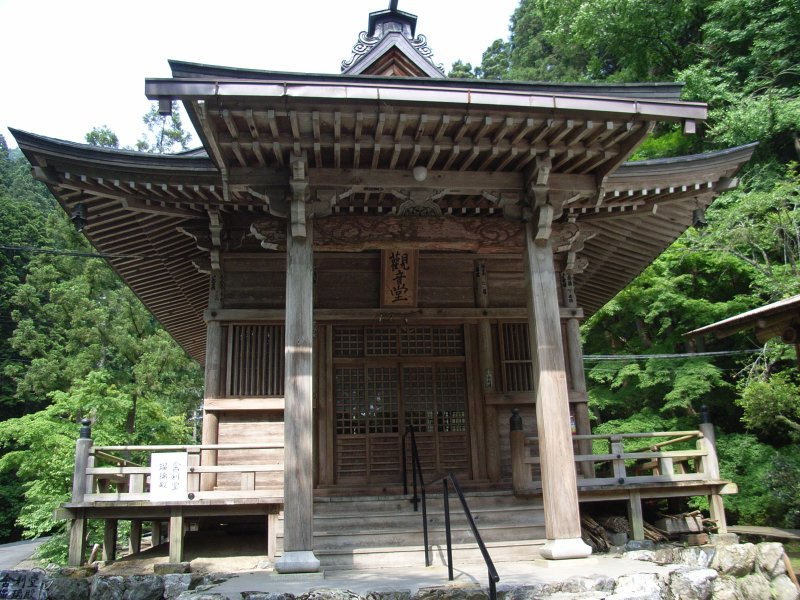
横蔵寺観音堂(2006年6月)
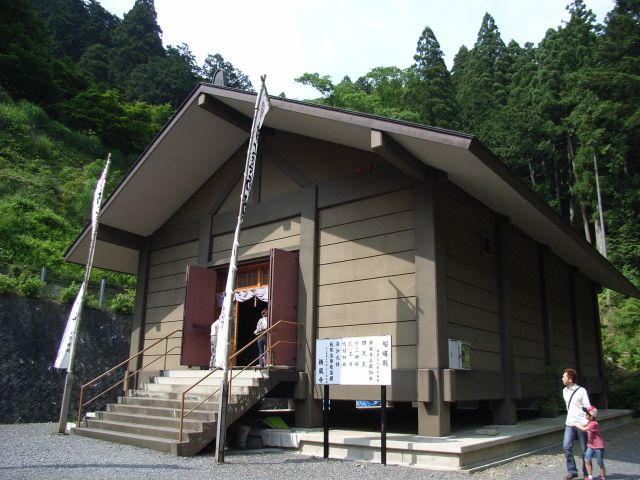
横蔵寺瑠璃殿(2006年6月)
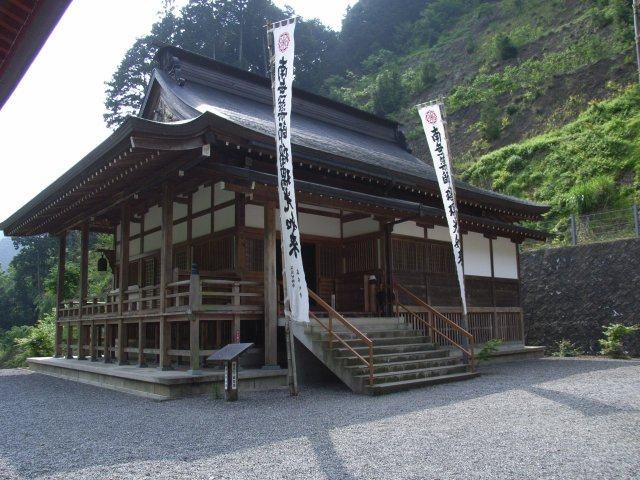
横蔵寺舎利堂(2006年6月)

揖斐川町指定文化財
- 客殿　明暦3年（1657）建設。文政年間に大修理
- 寺門　安永7年（1778）完成。

## 交通アクセス・参観料等

### 所在地
岐阜県揖斐郡揖斐川町谷汲神原1160

### 拝観料
境内は無料。
舎利堂（ミイラ仏）・瑠璃殿（宝物館）は両館共通で大人500円、小中学生200円、幼児100円 （2018年7月現在）

### 交通アクセス
- 大垣駅発養老鉄道養老線揖斐駅から揖斐川町コミュニティバス（名阪近鉄バス）横蔵線で42分、終点・横蔵下車
- 名神高速道路大垣インターチェンジから国道258号、国道21号、国道157号を経て県道40号
- 寺院内を東海自然歩道が通り[16]、周辺の山域は「岐阜県民いこいの森」として遊歩道が整備されている[17]。
- 駐車場は紅葉シーズンのみ有料となる。